# Мартынково (Ельнинский район)
Марты́нково (Мартинково) — деревня в Ельнинском районе Смоленской области России. Население — 12 жителей (2007 год) Расположена в юго-восточной части области в 24 км к северо-востоку от города Ельня, в 10 км к северо-западу от границы с Калужской областью. В 10,5 км южнее деревни железнодорожная станция Теренино на линии Смоленск — Сухиничи. Входит в состав Мазовского сельского поселения.